# Murga (Alava)
Pour les articles homonymes, voir Murga.

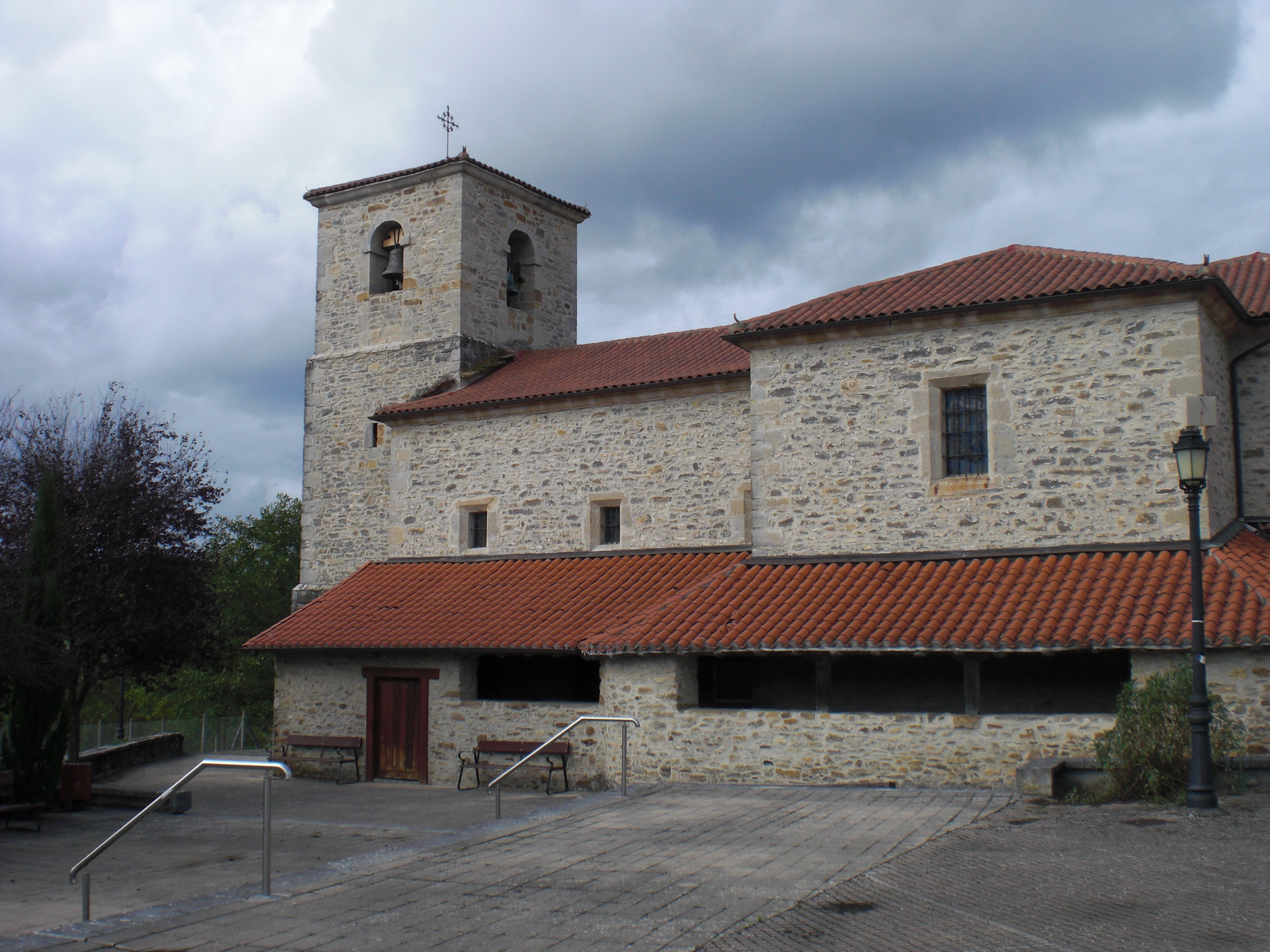
Murga

Murga est une commune ou contrée de la municipalité d'Ayala dans la province d'Alava dans la Communauté autonome basque (Espagne).